# Cophixalus sphagnicola
Cophixalus sphagnicola es una especie de anfibio anuro del género Cophixalus de la familia Microhylidae.

## Distribución geográfica
Se encuentra en la isla de Nueva Guinea, en las montañas de Wau, provincia de Morobe, en Papúa Nueva Guinea.Entre los 2300 y 3000 m s. n. m.